# Alan Cook
Alan Cook  (* 17. August 1896 als Alan Augustus Cook in Rochester, Monroe County, New York; † 17. April 1973 ebenda) war ein US-amerikanischer Filmtechniker, der bei der Oscarverleihung 1940 einen Oscar für technische Verdienste (Technical Achievement Award) erhielt.

## Leben
Cook war als Filmtechniker bei der Verfilmung von Vom Winde verweht (1939) für Rückprojektionen zuständig. Bei der Oscarverleihung 1940 erhielt er zusammen mit F. R. Abbott und Haller Belt von der Bausch & Lomb Optical Co. einen Oscar für technische Verdienste (Technical Achievement Award) „für vielseitige wichtige Beiträge bei der gemeinschaftlichen Entwicklung schnellerer Projektionslinsen für neue Prozessprojektionsausstattungen“.